# Carvalho Neto
Raimundo Barbosa de Carvalho Neto, mais conhecido como Carvalho Neto, (Amarante, 22 de outubro de 1903) é um engenheiro civil, geógrafo, professor e político brasileiro que foi deputado federal pelo Piauí.

## Dados biográficos
Filho de Orlando Barbosa de Carvalho e Anatália de Carvalho. Em 1925 formou-se engenheiro civil e geógrafo pela Escola Politécnica da Universidade Federal do Rio de Janeiro e voltou ao seu estado onde foi professor do Liceu Piauiense entre 1926 e 1928. Trabalhou como engenheiro na Estrada de Ferro Sorocabana e e dirigiu o departamento técnico da Comissão Estadual de Saneamento do Rio de Janeiro. Tornou-se engenheiro da prefeitura do Rio de Janeiro (então Distrito Federal) em 1932 e cinco anos depois tornou-se chefe de engenharia da mesma. Professor da Escola Politécnica da Universidade Federal do Rio de Janeiro, presidiu o Sindicato Nacional de Engenheiros e trabalhou na iniciativa privada.
Primeiro suplente de deputado federal via UDN em 1954, foi convocado a exercer o mandato durante a legislatura, sendo efetivado após a morte de Marcos Parente num acidente automobilístico nas proximidades da atual cidade de Demerval Lobão em 4 de setembro de 1958.
Com a criação do estado da Guanabara foi secretário de Obras nos quatro primeiros meses do governo Carlos Lacerda. Ainda filiado à UDN, elegeu-se deputado estadual em 1962 sendo reeleito pela ARENA em 1966, mas encerrou a carreira política após figurar como primeiro suplente em 1970. Em sua honra batizaram o teatro da Universidade Federal do Rio de Janeiro, no campus da Praia Vermelha, como "Teatro de Arena Carvalho Neto".
Em maio de 2000 Carvalho Neto residia na capital fluminense. Seu pai foi eleito deputado estadual pelo Piauí em 1947, 1950 e 1958, mesmo caminho trilhado por seu irmão, Walmor Carvalho, 1970 e 1974.